# Iron
Iron je drugi studijski album finskog folk metal sastava Ensiferum. To je posljednji album Ensiferuma u čijoj je izdradi sudjelovao Jari Mäenpää, prije nego što je osnovao Wintersun iste godine kada je album izdan.

## Popis pjesama
1. "Ferrum Aeternum" – 3:28
2. "Iron" (Toivonen/Mäenpää) – 3:53
3. "Sword Chant" (Mäenpää) – 4:44
4. "Mourning Heart (Interlude)" – 1:23
5. "Tale of Revenge" (Toivonen) – 4:30
6. "Lost in Despair" (Toivonen) – 5:37
7. "Slayer of Light" (Mäenpää/Toivonen) – 3:10
8. "Into Battle" (Toivonen/Mäenpää) – 5:52
9. "Lai Lai Hei" (Mäenpää) – 7:15
10. "Tears" (Toivonen) – 3:20